# Серрапетрона
Серрапетрона (итал. Serrapetrona) — коммуна в Италии, располагается в регионе Марке, в провинции Мачерата.
Население составляет 894 человека (2008 г.), плотность населения составляет 24 чел./км². Занимает площадь 37 км². Почтовый индекс — 62020. Телефонный код — 0733.
Покровителем населённого пункта считается святой Климент I (папа римский), празднование 23 ноября.

## Демография
Динамика населения:

## Администрация коммуны
- Официальный сайт: http://www.comune.serrapetrona.mc.it/